# Майк Тайсон — Тревор Бербик
Майк Тайсон против Тревора Бербика — поединок в тяжелом весе, на кону которого стоял титул WBC. Бой состоялся 22 ноября 1986 года в Лас-Вегасе на арене Hilton Hotel и завершился победой Майка Тайсона.

## Перед боем
В ноябре 1986 года Майк Тайсон вышел на ринг против чемпиона мира по версии WBC Тревора Бербика. Бербик лишь в феврале 1986 года завоевал титул чемпиона и проводил только первую защиту.

## Ход главного поединка
В 1-м раунде Бербик пошёл с Тайсоном в открытый бой, но пропустил несколько жёстких ударов и прекратил атаковать. За 20 секунд до конца раунда Тайсон пробил левый боковой, Бербик с трудом удержался на ногах, на последних секундах Бербик был на грани нокаута. Уже на первых секундах 2-го раунда Тайсон провёл серию ударов, отправив Бербика в нокдаун, Бербик поднялся. За 40 секунд до конца раунда Тайсон провёл правый апперкот в челюсть, а после ещё левым хуком попал в голову Бербика. Бербик на момент прижался к Тайсону, а потом упал. Бербик дважды пытался встать, но каждый раз терял равновесие. С третьей попытки он поднялся, но его сильно шатало. Рефери остановил бой.

## После боя
За этот бой Тайсон заработал 1,5 млн $, а Бербик 2,1 млн $. В бою Тайсон установил 2 мировых рекорда, став самым молодым чемпионом в тяжёлом весе и став первым человеком, чей удар заставил соперника подняться и упасть три раза подряд. Одновременно с ним рекорд установил Кевин Руни, в 27 лет став самым молодым тренером, приведшим подопечного к чемпионскому титулу.